# 어스바다덴 벤카우르

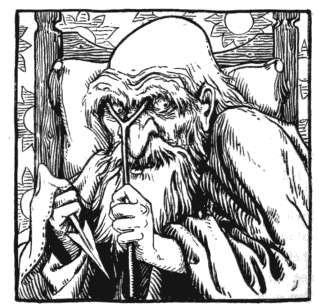
눈꺼풀을 올리는 어스바다덴

어스바다덴 벤카우르(웨일스어: Ysbaddaden Bencawr [əsbaˈðadɛn ˈbɛnkaur]→거인들의 우두머리 어스바다덴)는 웨일스 신화에 나오는 거인들의 우두머리로, 〈쿨후흐와 올루엔〉의 주 악역이다. 그는 올루엔의 아버지이며 고레우 팝 쿠스텐닌의 삼촌이다. 덩치가 너무 커서 그는 눈을 뜨기 위해 이지창으로 눈꺼풀을 들어올려야 한다.
아일랜드의 발로르와 비슷한 면이 있다.